# Knihovna geografie PřF UK
Knihovna geografie Přírodovědecké fakulty Univerzity Karlovy vznikla spolu s Geografickým ústavem Univerzity Karlovy v Praze v roce 1891. Patří k největším oborovým fondům v Česku, proto také dříve nesla názvy: Základní geografická knihovna (1960-1995), Oborová knihovna geografie, Knihovní středisko geografických oborů, Geologicko-geografická ústřední knihovna kateder zeměpisu. K poslední změně názvu došlo v roce 2012, kdy byla přejmenována Geografická knihovna na Knihovnu geografie.
Fond čítá 95 000 dokumentů, včetně 700 titulů oborových periodik. Knihovna je otevřena 40 hodin týdně široké veřejnosti. Knihovna vytváří největší (179 tisíc záznamů) nekomerční oborovou bibliografii současnosti: Geografická bibliografie ČR on-line. Podílí se také na projektu TEMAP.

## Historie

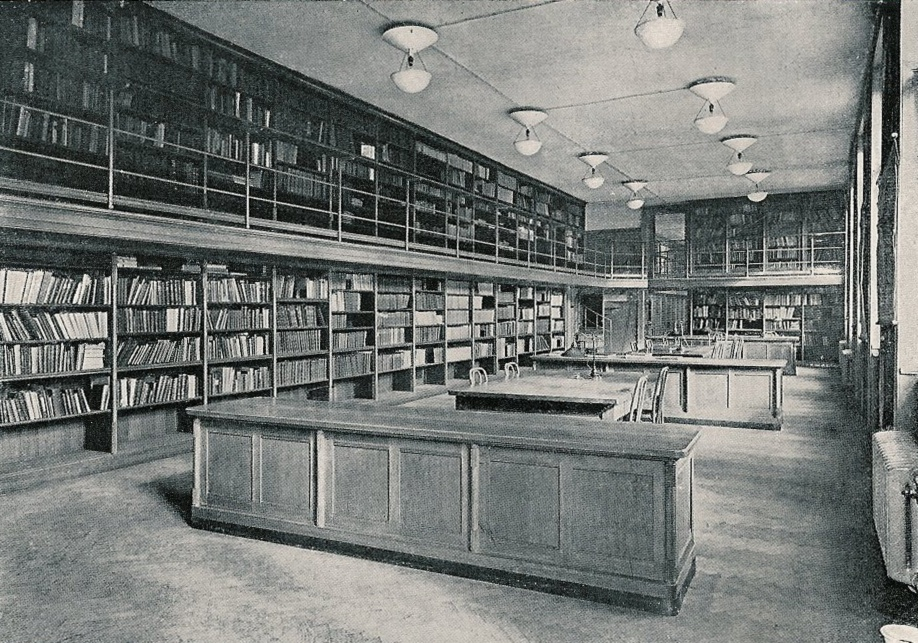
Interiér Knihovny geografie v roce 1931

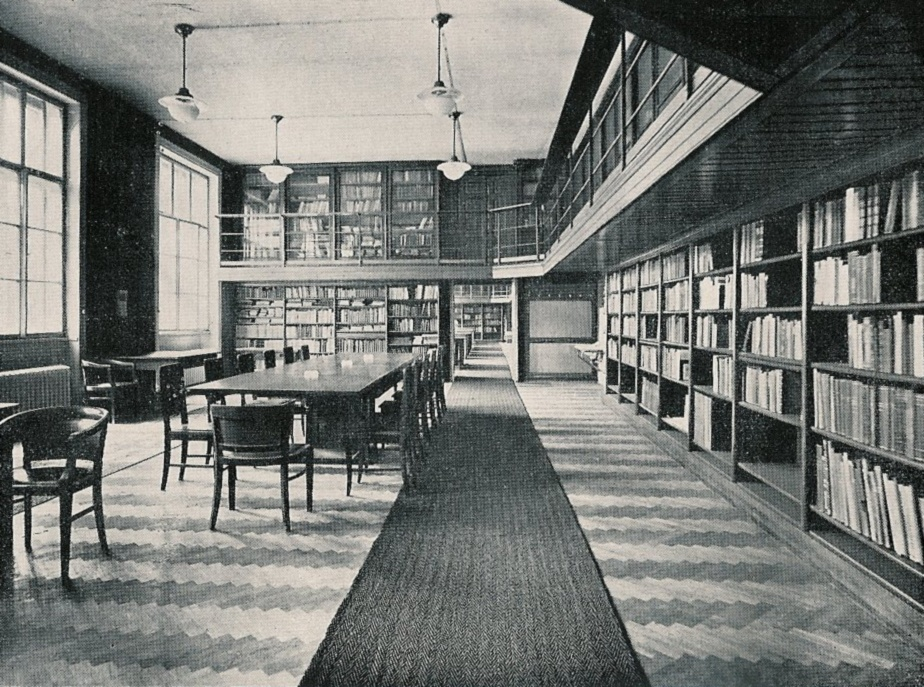
Interiér Knihovny geografie v roce 1931

První knihovník, prof. Václav Švambera, vykonával místo bibliotekáře a archiváře ústavu bezplatně. Do nových místností na Albertově 6 se knihovna částečně přestěhovala již před 1. světovou válkou v roce 1914 z Karlova náměstí. Před tím sídlila ve Spálené ulici. Stavba Přírodovědecké fakulty na Albertově pokračovala až po válce. V roce 1926 získal Geografický ústav prostory v 2. patře nově dostavěného východního křídla, kde byly vytvořeny také prostory pro velkou knihovnu.
Fond knihovny se v 19. století rozrůstal hlavně z darů a výměn. Ze soukromých dárců byl nejvýznamnějším profesor Jan Palacký, který daroval knihovně na 1 500 svazků a separátů. Dalšími významnými dárci byli profesoři František Augustin, Lubor Niederle, Pavel Josef Šafařík, Čeněk Zíbrt, Josef Kořenský, ale i cestovatel Emil Holub. Profesor Václav Švambera zastával názor, že ústav má plnit roli národní oborové centrály, a má proto soustřeďovat veškerou literaturu oboru. Vybízel proto mj. nakladatele, ale i správce dalších knihoven, aby darovali ústavu vše, co se týká geografie. Kromě toho sám publikoval českou geografickou bibliografii (Bibliografie české literatury geografické), která měla zachytit publikované práce do konce 19. století.
Od roku 1939 do roku 1945 byla knihovna spolu s českými vysokými školami uzavřena. Po druhé světové válce získala podle Benešových dekretů sbírky z konfiskátů Geografického ústavu Německé univerzity v Praze (Geoghraphishes Institut der Deutschen Universität in Prag). Padesátá léta nepřinesla sbírce nic pozitivního. Nerozvíjela se, neměla prostředky, ani neměla stálého knihovníka, provizorně se o knihovnu staral Jaroslav Kolář. Od sedmdesátých let do roku 2004 vedla knihovnu Mgr. Jana Runštuková. Od roku 2005 vede knihovnu PhDr. et Mgr. Eva Novotná.
Po roce 1990 se otevřela cesta i k získávání kvalitní oborové literatury ze zahraničí. V roce 1993 navíc knihovna převzala fond zrušeného Geografického ústavu ČSAV. V témže roce také započala automatizace katalogizace v knihovním systému Aleph 500.
Zásadním mezníkem v činnosti Knihovny geografie PřF UK byla její celková rekonstrukce, která se uskutečnila od dubna do září 2005. Pro interiéry bylo důležité, že rekonstrukce ponechala velkým sálům původní ráz, obnovila původní skříně s ozdobami a zvýraznila prvky na galeriích knihovny. Vedle původní studovny knihovny získala ještě další sál pro otevřený fond a studium. Celková plocha knihovny byla výrazně rozšířena na 200 m² a byly zpřístupněny galerie. V knihovně byla instalována expozice Galerie otců zakladatelů geografie od akademické malířky Zdenky Landové.

## Fond

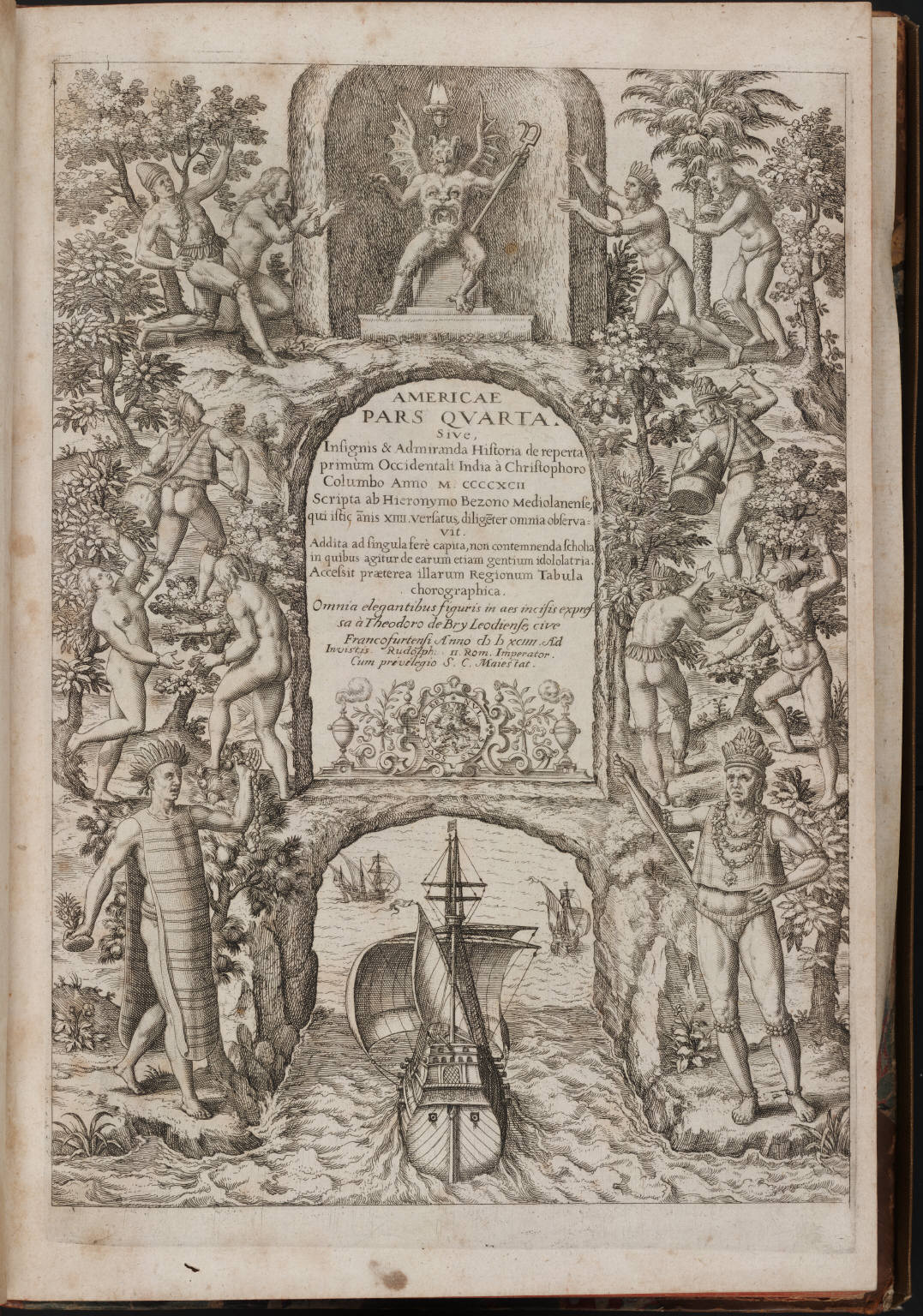
Titulní list knihy Girolama Benzoniho: Americae pars quarta, ... z roku 1594, ilustrace: Theodor de Bry

Knihovna geografie je v Česku jedinečná svým obsahem, proto byla také nazývána Základní geografická knihovna nebo Oborová knihovna geografie. Zájemci zde najdou nejrůznější typy dokumentů organizované podle speciálního oborového třídění. Fond fyzické geografie a geoekologie se zaměřuje především na geomorfologii, biogeografii a klimatologii. Nejrozsáhlejší soubor sociální geografie představuje literaturu o transformaci postkomunistických zemí, problémech regionů, využití krajiny, migraci a urbanizaci. Obor demografie a geodemografie zastupují především statistiky, populační politika a prognózy. Oblast aplikované kartografie a kartografie nabízí zájemcům kromě matematické kartografie také specializované atlasy a mapy. Další klasifikace byla vytvořena podle regionů v Česku, v Evropě a ve světě.
Historický knihovní fond zahrnuje několik stovek svazků v německém a latinském jazyce. Velmi cenná jsou německy psaná díla z německé univerzity z období od poloviny 17. století až do 80. let 19. století. Nejstarší kniha je starý tisk o objevných cestách Kryštofa Kolumba z roku 1594 . Knihovna vlastní několik časopiseckých titulů, které počaly vycházet již v druhé polovině 19. století.

## AUC Geographica
Nejnovější výzkumy z oboru získává knihovna díky rozsáhlé mezinárodní výměně časopisů, edic a monografií s knihovnami a odbornými pracovišti v zahraničí. Knihovna rozesílá titul Acta Universitatis Carolinae: Geographica vydávaný geografickou sekcí PřF UK téměř třem stovkám výměnných partnerů od Japonska až po Kanadu.

## Mezinárodní geografická bibliografie
Knihovna geografie dlouhodobě přispívá svými záznamy do Mezinárodní geografické bibliografie (Bibliographie géographique internationale) v Paříži. Excerpovány jsou tradičně tituly Acta Universitatis Carolinae: Geographica a Geografie: sborník České geografické společnosti. Ve světě jsou tak propagováni čeští autoři a zároveň knihovna zdarma získává autorský výtisk tohoto významného mezinárodního časopisu.

## Služby
Knihovnu navštěvuje kolem dvou tisíc registrovaných uživatelů. Registrace externích čtenářů je možná. Bližší informace se nacházejí na stránkách knihovny.

## Výstavy

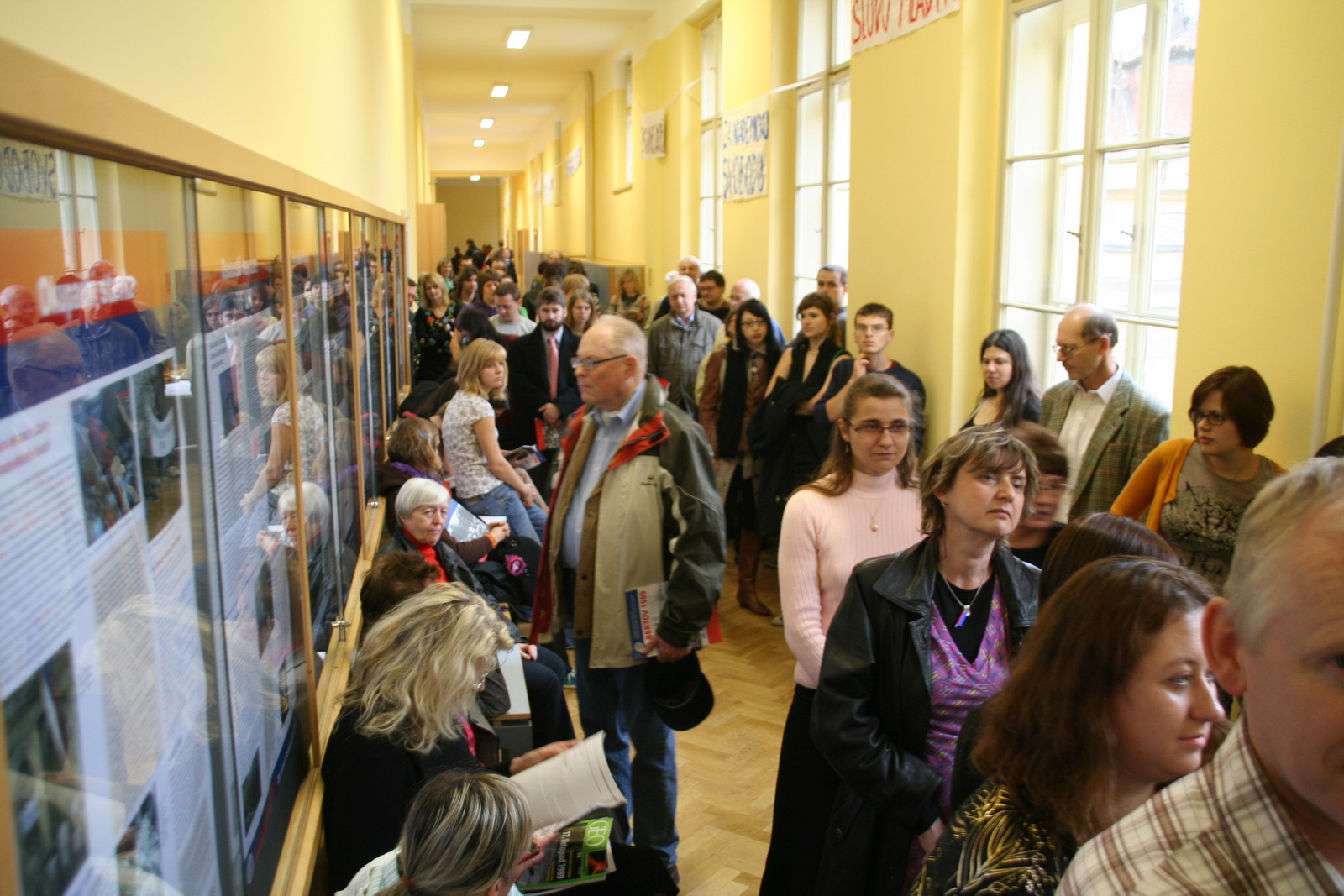
Vernisáž výstavy Albertov 1989: 20. výročí Sametové revoluce v prostorách knihovny.

Knihovna pořádá pravidelně výstavy věnované vědě a výzkumu. Mnoho z nich si dále půjčují neziskové organizace. Seznam putovních výstav naleznete zde Archivováno 3. 12. 2013 na Wayback Machine.:
- Atlas sociálně prostorové diferenciace České republiky: nahlédněte do Vaší obce
- Atlas krajiny České republiky
- 90 let geografie na PřF UK
- ETIOPIE - Pojďme spolu bádat v Africe
- Albertov 1989: 20. výročí Sametové revoluce
- Venkovy a venkované
- Země očima DPZ
- Svět hor: krajina, rizika, procesy
- Suburbanizace.cz ... bydlím v satelitním městečku
- Polární rok
- Druhé bydlení v Česku
- Čeští jezuité, cestovatelé a objevitelé [5]